# Chiesa di Santa Maria (Worthing)
La chiesa di Santa Maria (in inglese St Mary's Church) è la parrocchiale anglicana che si trova a Broadwater, quartiere di Worthing nel West Sussex, in Inghilterra. Il luogo di culto risale al XII secolo, rientra nella diocesi di Chichester ed è considerato monumento di prima categoria per il suo particolare interesse storico e architettonico.

## Storia

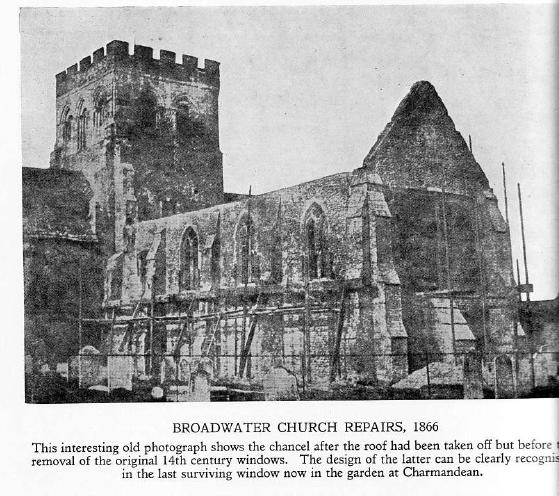
La chiesa durante i lavori di ristrutturazione nel 1866

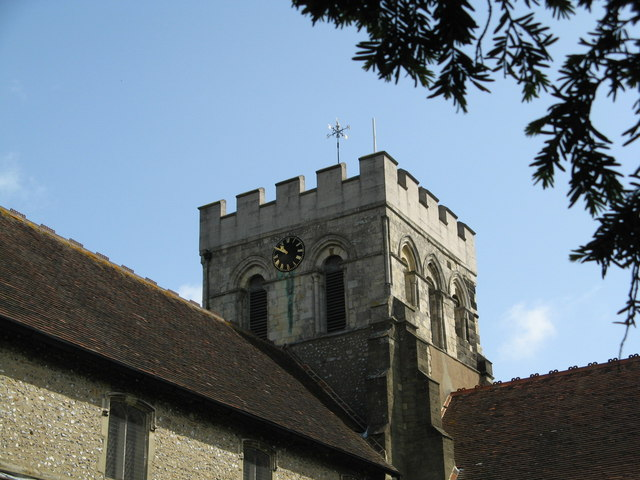
Torre campanaria merlata

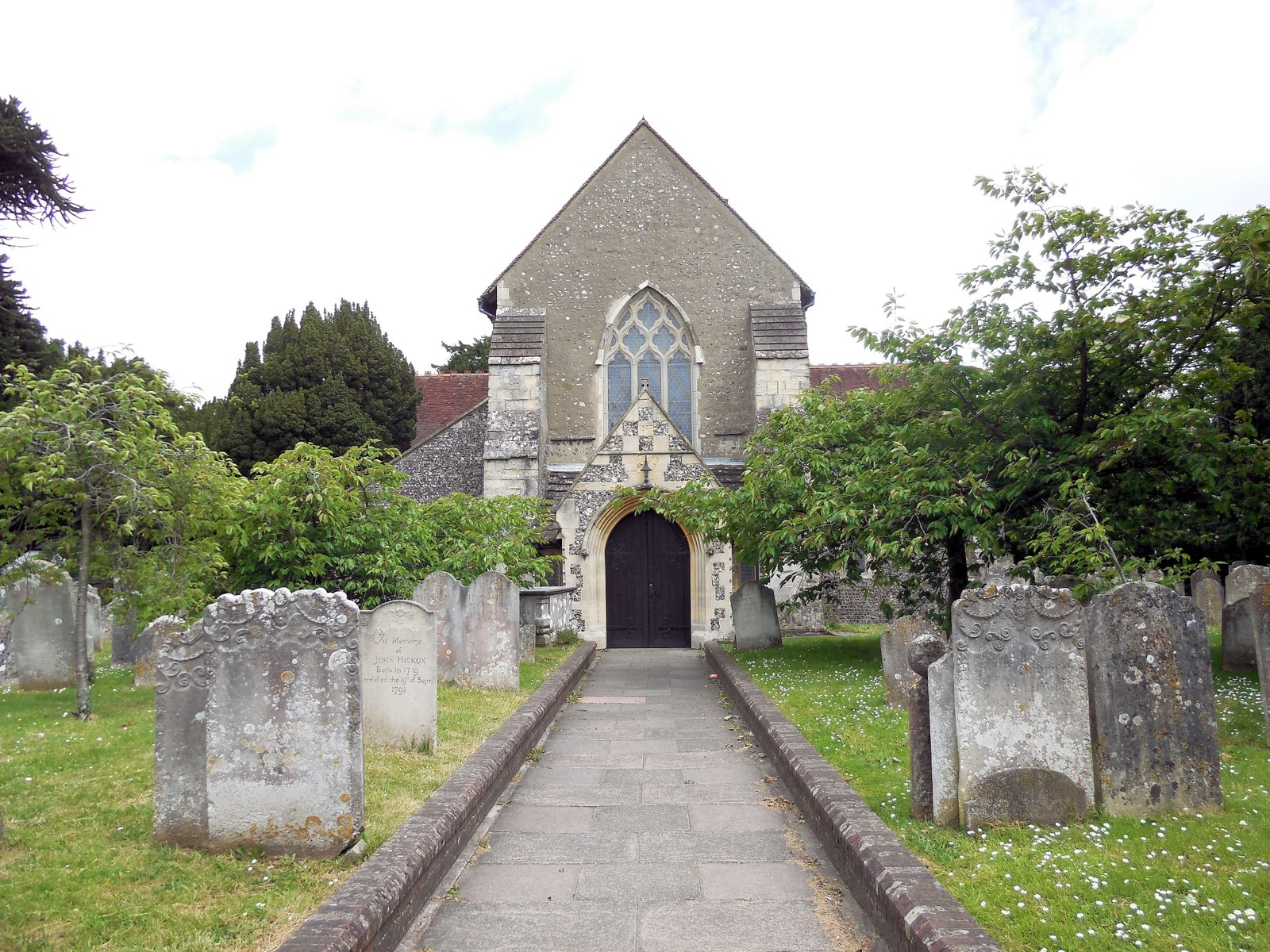
Vialetto di accesso alla chiesa nel cimitero della comunità

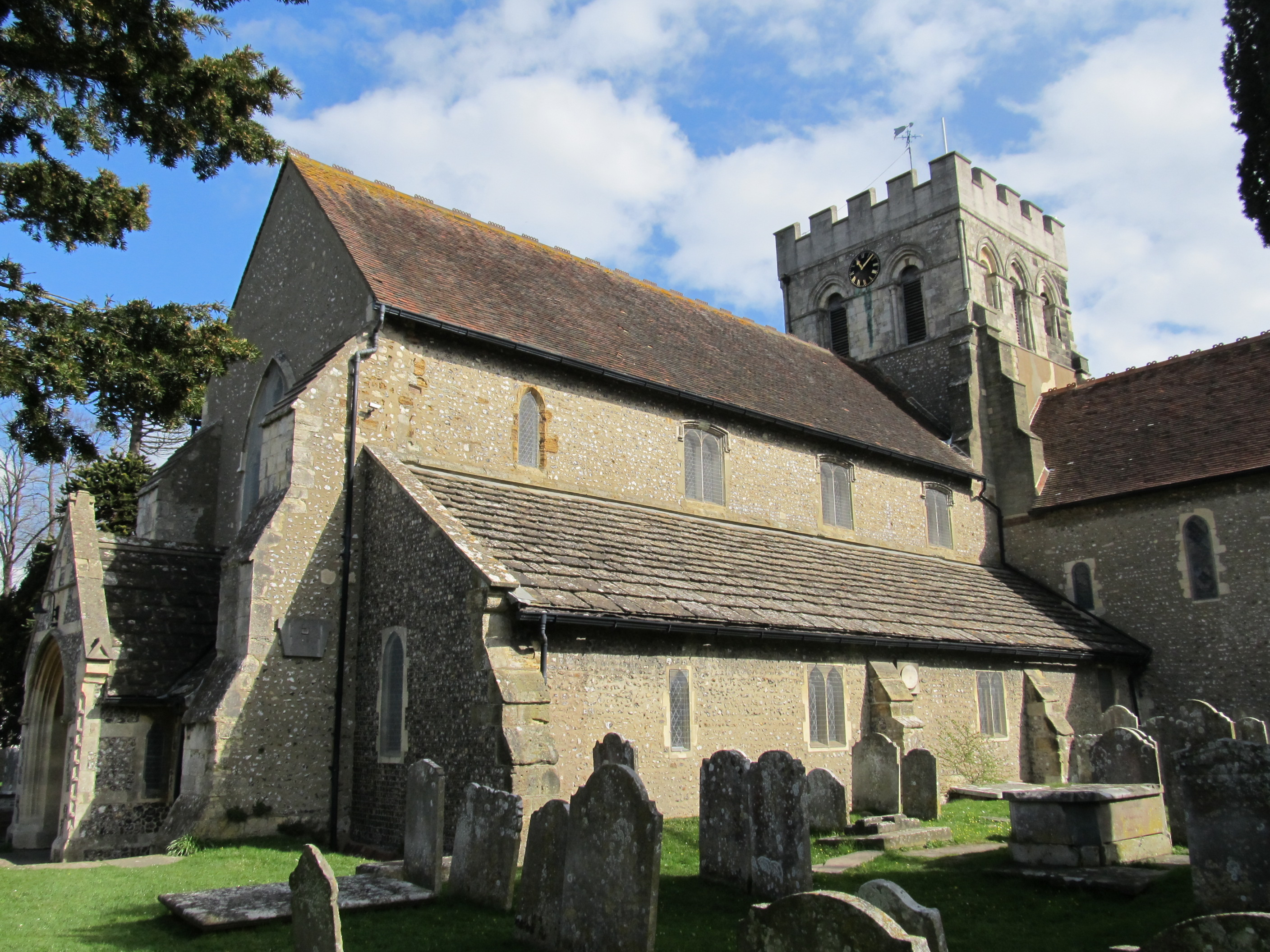
Il complesso della chiesa

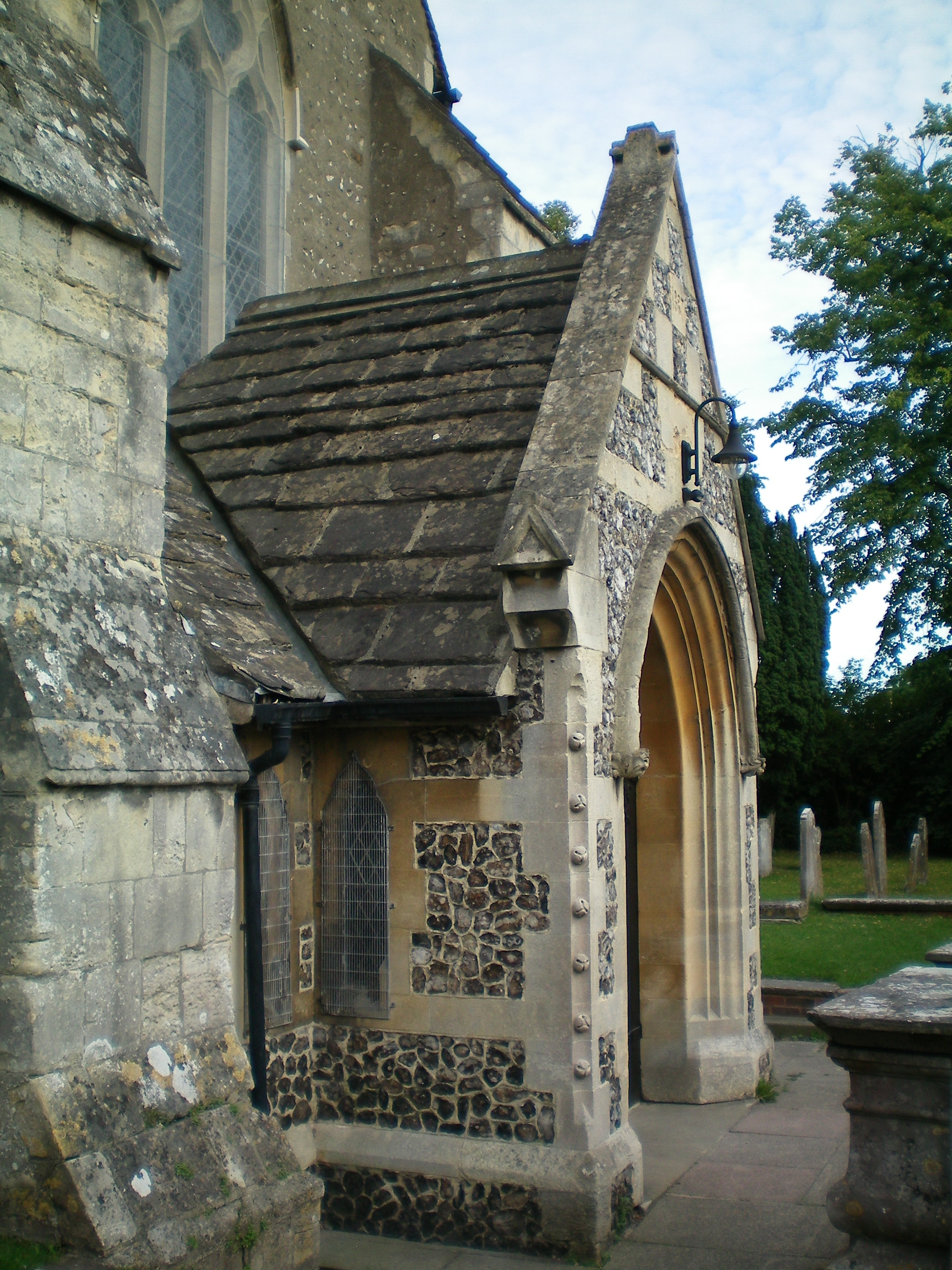
Particolare del portale di accesso sulla facciata

L'edificio risale al 1130 circa, quando probabilmente aveva una torre centrale. I transetti furono vi furono aggiunti nel tardo XII secolo. Il presbiterio restaurato risale all'inizio del secolo successivo e la navata è stata costruita dopo il XIII secolo poi modificata nel XV secolo. Non rimane nulla di quello che dovrebbe appartenere alla chiesa precedente menzionata nel Domesday Book sebbene ciò che si pensava fosse probabilmente riferibile a questo, il portale pre-conquista a testa rotonda, sia stato trovato sul lato sud del presbiterio nel 1939. Data la quantità di modifiche successive in quella parte della chiesa, alcune molto distruttive, questo potrebbe sembrare difficile da valutare, sebbene ci siano buone prove che il presbiterio odierno, dei primi del XIII secolo, sia più largo di quello preesistente. Le parti più antiche appartengono sicuramente a una chiesa del 1130 circa. Plausibilmente questa aveva una pianta a torre centrale come a Shipley, ma leggermente più piccola. Sebbene la struttura sia stata modificata in seguito e il peso della torre abbia causato qualche problema, conserva lavori di questo periodo, come il soffitto arricchito da losanghe e il particolare delle conchiglie. La parte appuntita dell'arco occidentale più complesso è stata ricostruita probabilmente nel XIV secolo, utilizzando le vecchie pietre. I transetti del 1170 circa furono aggiunti prima di arrivare a edificare la parte superiore della torre. Gli archi sono a sesto acuto con tre ordini leggermente smussati e arresti sulle teste e sulle controventature, come avveniva solitamente nel periodo. Le aperture a testa tonda bloccate e sagomate a rullo sopra gli archi del transetto possono sembrare troppo grandi per le finestre, il che porta a pensare che i transetti fossero in origine a due piani, come esistono ad esempio nell'abbazia di Jumièges in Normandia, anche se quella era una grande casa monastica. Fino al 1826 ogni transetto aveva tre cappelle absidali orientali, di cui le aperture bloccate possono essere viste all'esterno, sebbene nel transetto meridionale tre archi leggermente smussati del XIX secolo che si aprono in una sagrestia possano sostituire questi ingressi. La parte superiore della torre venne edificata dopo un breve periodo. Nel 1804 aveva una guglia a mensola, mostrate in un disegno conservato nella Sharpe Collection, che probabilmente rappresentava l'aspetto originale ed entrambe vennero sostituite nel 1826. La volta della parte interna della sala, quadripartita, è stata ampiamente ricostruita dopo le fasi iniziali e probabilmente riutilizzando le costolature di rinforzo, poiché le modanature più elaborate nelle due campate orientali sembrano vecchie. I grandi contrafforti su ciascun lato dell'arco di attraversamento orientale sono probabilmente stati edificati a causa delle pareti più strette del precedente presbiterio e potrebbero essere stati mantenuti per sostenere la torre. La sala con la sua navata principale risale a un po' più tardi, al XIII secolo, ed ha arcate a quattro campate. La planimetria essenziale non è stata modificata successivamente ma probabilmente, poiché le attività economiche spingevano ad un certo dinamismo anche negli aspetti architettonici, le modifiche del XIV e del XV secolo sono state numerose, a parte la ricostruzione dell'arco di attraversamento occidentale, che è stata probabilmente eseguita per motivi strutturali. Tutte le finestre del presbiterio erano già state sostituite nel XIV secolo e avevano conclusione a quadrifoglio, mentre un secondo disegno di Sharpe mostra una quadrifora a est della stessa data, e una parte della sua apertura poi murata può ancora essere rintracciata. I lavori del 1350 circa all'estremità occidentale comprendevano grandi contrafforti a gradoni su entrambi gli angoli, una grande finestra occidentale con trafori reticolati, poi rinnovata, e un portico in pietra come quello odierno del XIX secolo. Anche due finestre della navata laterale sud sono dello stesso periodo. Insolitamente, le modifiche del XV secolo includevano cambiamenti alle arcate della navata. Sebbene il tetto a trave sia stato in gran parte rinnovato, anche alcune vecchie travi sono del XV secolo. Il contorno del tetto precedente più basso, ma più ripido, è ancora visibile. Allo stesso tempo, le finestre a due luci del cleristorio con conclusioni a segmenti sostituirono tutte quelle con trafori a pannelli. Ciò probabilmente serviva a fornire più luce al solaio del coro, di cui l'unica altra prova sono le mensole per la trave soprastante, che si trovano sopra gli archi più orientali delle arcate. Le croci di selce squadrate su ogni lato sembrano originali. Delle finestre del XV secolo nella navata nord e altrove, solo la finestra a sud del transetto è sfuggita al rinnovo. Anche il portico nord con un arco modanato e un'apertura rotonda nel suo muro occidentale è di questa data. Fino all'apertura di una porta occidentale all'inizio del XIX secolo, questo era l'unico ingresso alla navata. I disegni di fine XVIII secolo e inizio XIX secolo non mostrano alterazioni successive alla riforma anglicana, sebbene secondo un resoconto del 1826 di C. Hide il transetto nord fosse allora utilizzato come scuola e la struttura fosse in cattive condizioni. In quell'anno E. Hide, il padre, riorganizzò la chiesa, aggiunse gallerie nord e sud e sostituì la guglia con pesanti merli di pietra scura. In precedenza nello stesso anno Sir Stephen Glynne aveva notato la continua esistenza del semplice parapetto e della bassa guglia ricoperta di scandole, come mostrato nel disegno di Sharpe del 1804. Hide aggiunse anche una torretta rotonda con scale che nel 1851 che era stata sostituita da una finestra. Altre riparazioni includevano nuove finestre occidentali in entrambe le navate laterali e sostituzioni dei banchi. Nel 1855 il presbiterio fu restaurato. La finestra orientale del XIV secolo fu sostituita da una finestra divisa in tre parti e la volta fu ricostruita, poiché i muri di sostegno mostrando segni di cedimento sotto il suo peso. A quanto pare furono usati mattoni intonacati come riempimento nella volta ricostruita. Questo fu criticato in un articolo anonimo sul restauro della chiesa nel Sussex in Building News nel 1866, che attribuisce il lavoro a un costruttore locale senza nome, di nuovo quasi certamente C. Hide, in considerazione del suo noto lavoro sulla navata e sui transetti negli anni sessanta del XIX secolo. Un piano per sostituire i tetti nel 1870 potrebbe non aver raggiunto la sua realizzazione poiché la disputa in corso con Hide non era ancora stata risolta. Le informazioni sui lavori successivi sono limitate. Nel 1883 un architetto del comitato di restauro raccomandò lavori di stabilizzazione della torre. Non si sa cosa sia stato fatto, né chi sia stato responsabile del nuovo portico occidentale e della sostituzione della finestra occidentale, entrambi nel 1887. In tempi più recenti, nel 1989, i merli della torre sono stati ricostruiti senza modifiche e nel 2009 l'interno è stato riorganizzato con la posa dell'altare al centro, all'incrocio delle navate. Un mezzanino era già stato inserito nel transetto nord nel 2002 e i posti a sedere erano stati sostituiti, ma il pulpito è stato mantenuto. Nel 2017 furono preparati piani per un'estensione a sud del presbiterio e tali lavori sono iniziati nel 2021.

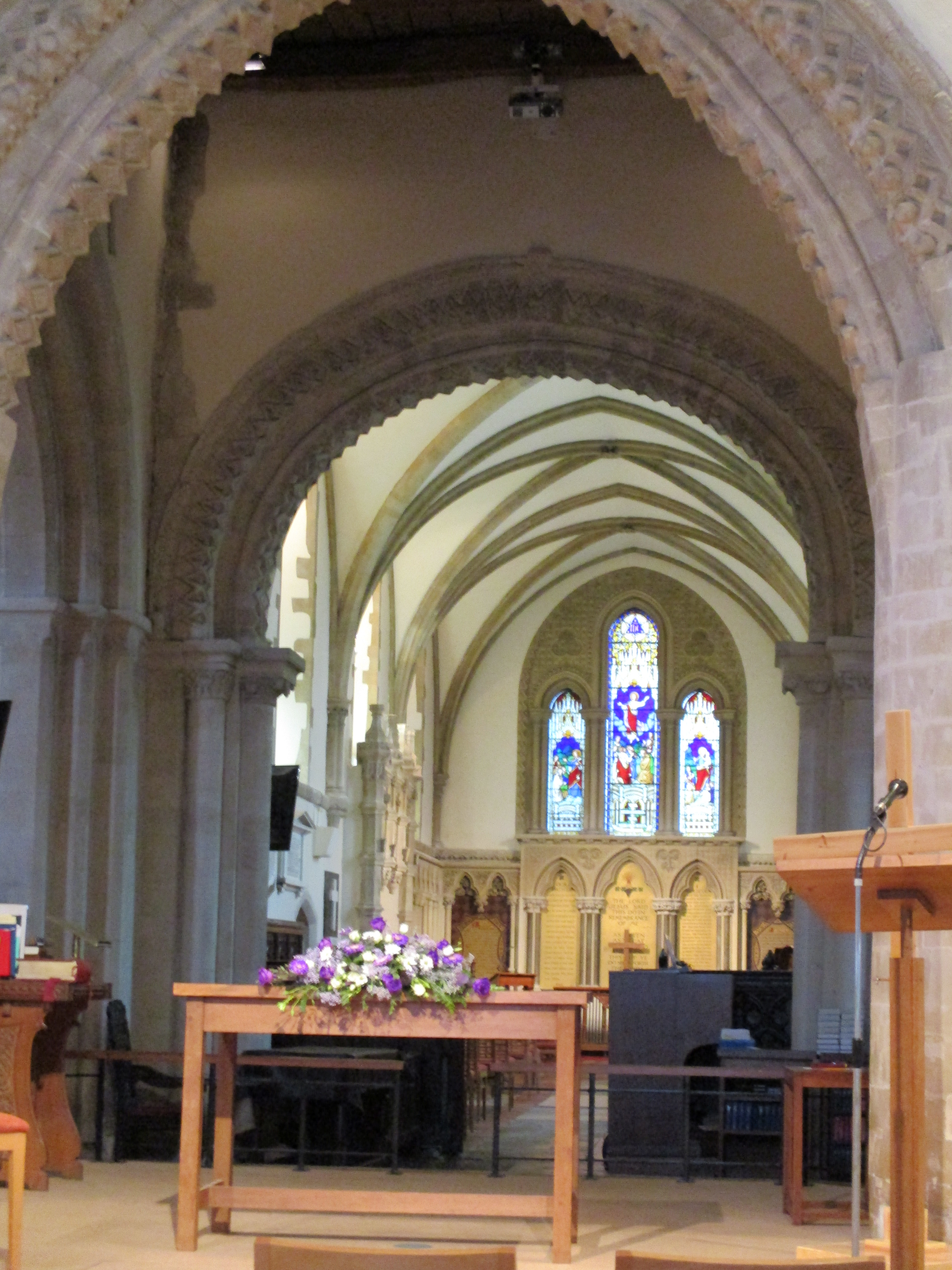
Interno della sala

## Descrizione
La chiesa di Santa Maria dall'11 ottobre 1949 viene giudicata un edificio di particolare interesse storico e architettonico in Inghilterra o Galles, classificata come monumento di prima categoria.

### Esterni
La  chiesa di Santa Maria si trova a Broadwater, quartiere posto nella parte settentrionale di Worthing nel West Sussex, in Inghilterra. Lo storico luogo di culto è di notevoli dimensioni ed è posto nell'area del cimitero della comunità. Il portale di accesso al quale si arriva dal piccolo vialetto interno è caratterizzato dal protiro sporgente sormontato in asse e sulla facciata a capanna dalla grande finestra che porta luce alla sala. La grande torre si alza al centro della struttura, all'incrocio delle quattro ali delle navate.

### Interni
La sala è di grandi dimensioni, con quattro navate che convergono sotto la torre dove è posto l'altare centrale. All'interno sono ospitate tombe di personalità e nobili, come quella di Thomas West, VIII barone De La Warr.